# Azérat
Azérat  ist eine französische Gemeinde mit 294 Einwohnern (Stand: 1. Januar 2022) im Département Haute-Loire in der Region Auvergne-Rhône-Alpes. Sie gehört zum Arrondissement Brioude und zum Kanton Sainte-Florine. Die Einwohner werden Azératois genannt.

## Geographie
Die Gemeinde Azérat liegt im Zentralmassiv am Fluss Allier, etwa sieben Kilometer nördlich von Brioude. Umgeben wird Azérat von den Nachbargemeinden Auzon im Norden, Saint-Hilaire im Nordosten, Agnat im Osten, Lamothe im Südosten und Süden, Cohade im Südwesten und Westen sowie Vergongheon im Nordwesten.

## Bevölkerungsentwicklung
| Jahr                       | 1962 | 1968 | 1975 | 1982 | 1990 | 1999 | 2006 | 2013 | 2020 |
| Einwohner                  | 268  | 252  | 234  | 240  | 285  | 274  | 266  | 256  | 287  |
| Quellen: Cassini und INSEE |      |      |      |      |      |      |      |      |      |

## Sehenswürdigkeiten
- Kirche Saint-Jean-Baptiste aus dem 12. Jahrhundert, im 15. Jahrhundert umgestaltet, Monument historique

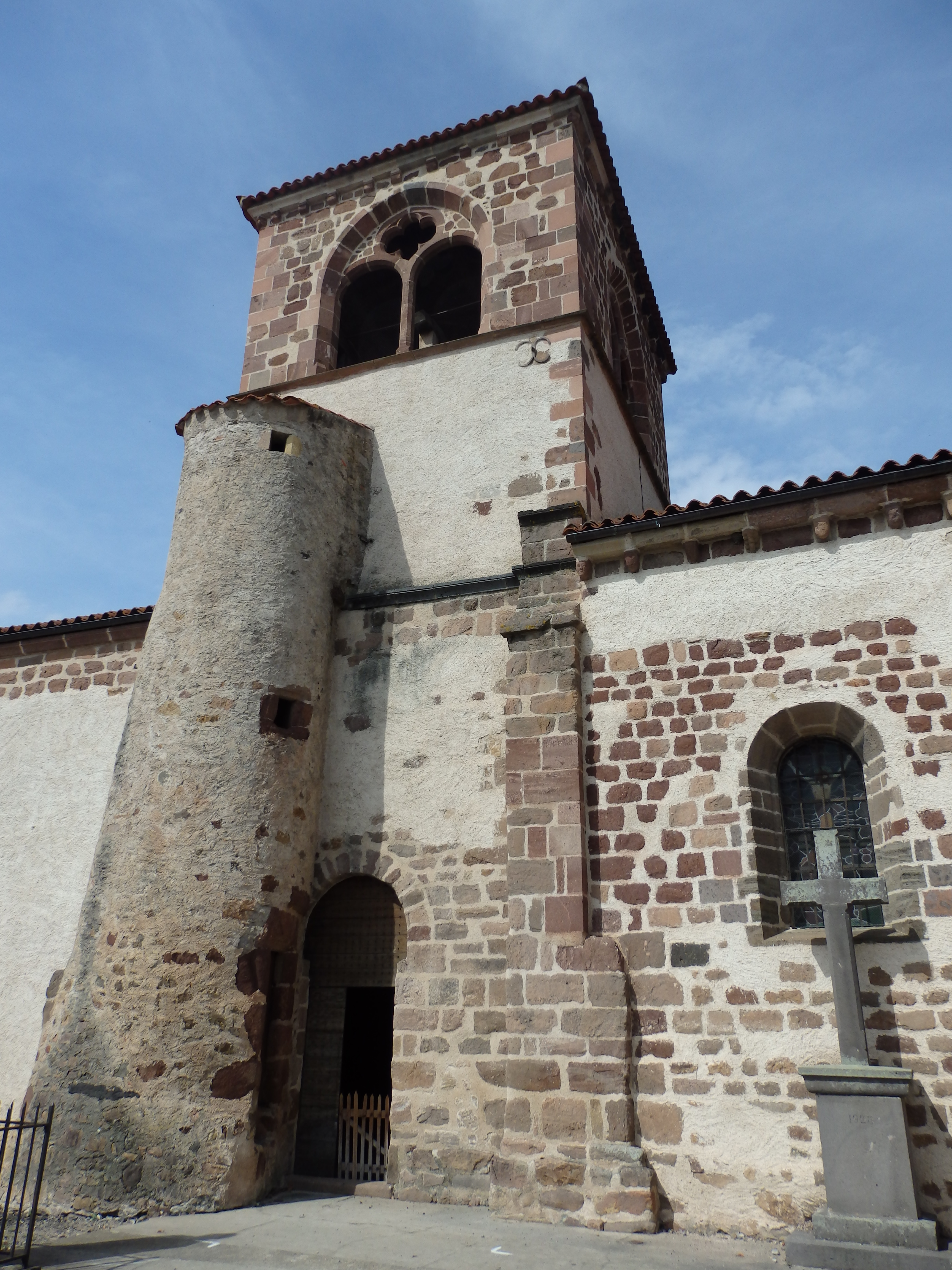
Kirche Saint-Jean-Baptiste
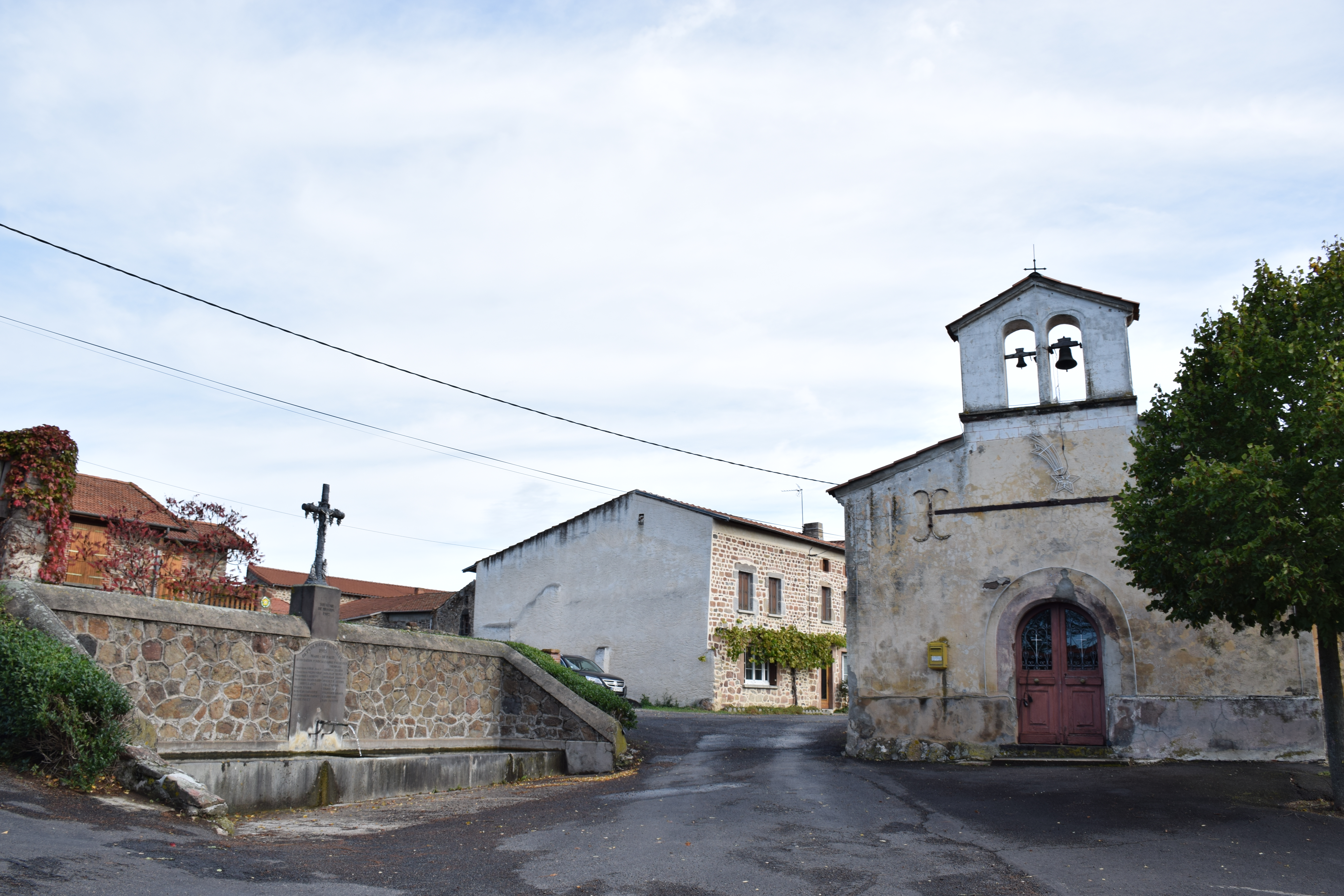
Kapelle Sainte-Bonnette im Ortsteil Allevier
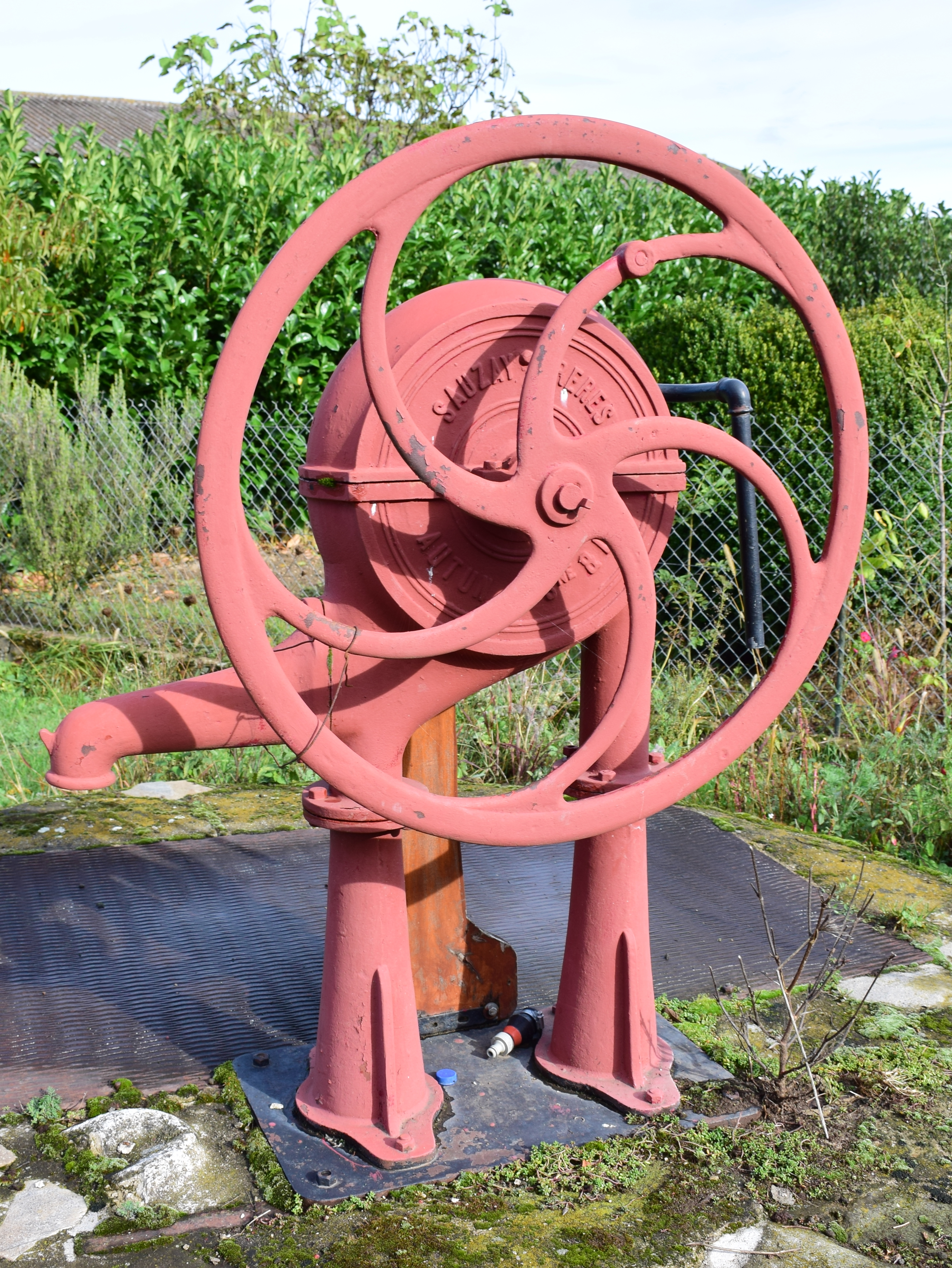
Alte Wasserpumpe in Allevier